# Коремас
Коремас (порт. Coremas) — муниципалитет в Бразилии, входит в штат Параиба. Составная часть мезорегиона Сертан штата Параиба. Входит в экономико-статистический микрорегион Пианко. Население составляет 15 607 человек на 2006 год. Занимает площадь 379,491 км². Плотность населения — 41,1 чел./км².
Праздник города — 4 апреля.

## История
Город основан 4 апреля 1953 года. 

## Статистика
- Валовой внутренний продукт на 2003 год составляет 28 674 358,00 реалов (данные: Бразильский институт географии и статистики).
- Валовой внутренний продукт на душу населения на 2003 год составляет 1863,42 реалов (данные: Бразильский институт географии и статистики).
- Индекс развития человеческого потенциала на 2000 год составляет 0,595 (данные: Программа развития ООН).

## География
Климат местности: тропический.